# Metal Gear Rising: Revengeance
Metal Gear Rising: Revengeance (メタルギア ライジング リベンジェンス?, Metaru Gia Raijingu: Ribenjensu), inizialmente conosciuto con il nome di Metal Gear Solid: Rising, è un videogioco d'azione del 2013, sviluppato da Kojima Productions e, successivamente, da Platinum Games, e pubblicato da Konami per PlayStation 3, Xbox 360 (solo in occidente) e Microsoft Windows. Si tratta di uno spin-off della serie Metal Gear con protagonista Raiden.

## Ambientazione
Il gioco è incentrato su Raiden, il protagonista a sorpresa e personaggio giocabile in Metal Gear Solid 2: Sons of Liberty. Raiden è in uno stato di "cyborg ninja" come durante gli eventi di Metal Gear Solid 4: Guns of the Patriots, anche se con una diversa armatura e qualche arma in più rispetto alla solita spada.

## Trama
Nel 2018, quattro anni dopo gli eventi di Guns of the Patriots, Raiden è un agente che lavora per una delle tante PMC (compagnie private militari) che dispongono di tecnologie avanzate tra cui i cyborg, cioè ibridi tra umani e robot proprio come Raiden stesso, chiamata Maverick Security Consulting, Inc. che offre servizi di protezione e sicurezza. Tra i membri della Maverick ci sono il supervisore Boris, Kevin Washington come esperto militare, Courtney Collins come analista e il tedesco Doktor come esperto in tecnologie e nel campo dei cyborg.
Raiden si trova in uno ignoto paese africano (a giudicare dalle bandiere e dalle spille si direbbe Libia) per fare da scorta al Primo Ministro N'Mani quando viene improvvisamente attaccato dai membri di un'altra PMC responsabile di diversi attacchi terroristici di nome Desperado Enforcement LLC. Nonostante gli sforzi di Raiden, il Primo Ministro viene ucciso da uno dei membri della Desperado, un cyborg di nome Sundowner, e lui stesso viene ridotto in fin di vita e privato dell'occhio sinistro da un altro membro, un esperto spadaccino di nome Samuel Rodrigues (soprannominato Jetstream Sam).
Alcune settimane dopo, Raiden con un corpo nuovo e più forte, è costretto ad intervenire in Abcasia per impedire un colpo di Stato dell'estremista Andrey Dolzaev, aiutato dalla Desperado e, in particolare, da una cyborg di nome Mistral. Già tramite i discorsi di Mistral, capisce che i piani della Desperado sono quelli di trasformare il mondo in un luogo dove il più forte ha la supremazia e può ottenere il potere combattendo per le proprie motivazioni, e dopo averla sconfitta Raiden assiste al suicidio di Dolzaev, che si fa saltare in aria assieme alla raffineria che osteggiava, poiché impoveriva l'Abcasia, visto che era di proprietà russa. La Maverick riesce a recuperare anche un robot della Desperado, dall'aspetto canino e con un'intelligenza artificiale sviluppata in grado di apprendere, in modo da riprogrammarlo come alleato di Raiden per le future missioni, assegnandogli il nome Blade Wolf.
Seguendo le tracce della Desperado, Raiden cerca di infiltrarsi in dei laboratori a Guadalajara in Messico dove incontra un orfano rapito che era riuscito a fuggire di nome George e viene a sapere che i piani della Desperado e di un'altra PMC alleata chiamata World Marshal coinvolgono il senatore del Colorado Steven Armstrong e consistono nell'estrarre i cervelli di bambini orfani rapiti dalle strade dei paesi più poveri per impiantarli in cyborg dopo un addestramento virtuale, lo stesso a cui era stato sottoposto Raiden da bambino in Liberia e progettato da Solidus Snake.
Raiden riesce a salvare i bambini superstiti e decide di dimettersi dalla Maverick, la quale continua a supportarlo in via non ufficiale, per poter far irruzione illegalmente nella sede centrale della Marshal a Denver. Raiden si trova costretto ad uccidere altri cyborg sia appartenenti alla Desperado che alla polizia e questo scatena in lui un forte rimorso, mosso dalle parole di Samuel in quanto per il suo scopo di salvare i più deboli sembra essere sceso a compromessi con l'assassinare persone che, per lo più dopo essere state mutilate o aver sofferto per poter lavorare, si erano fatte trasformare in cyborg e avevano cominciato a combattere per una causa che non li riguardava nemmeno. Raiden, sentendo i pensieri dei cyborg, inibiti grazie alle nanomacchine, ha un forte attacco mentale, ma riesce a sopravvivere e arriva anche Blade Wolf che gli intima, nel suo stato, a non combattere e arrivare al palazzo della World Marshal. Lì, Raiden incontra sia Samuel che Monsoon, un altro cyborg al comando della Desperado, il quale gli rinfaccia che la guerra è un cattivo genitore ma un'ottima insegnante: entrambi, infatti, hanno percorso strade simili ma alla fine diverse. Raiden, una volta conscio che ha cercato di vivere nell'illusione di uccidere per portare giustizia, fa emergere la sua vera natura: Jack lo Squartatore si risveglia dentro di lui e la sua sete di sangue e piacere nell'uccidere gli conferiscono la forza per uccidere crudelmente sia i cyborg presenti che Monsoon, mentre Samuel se ne va su ordine dello stesso Monsoon.
Procedendo, prima di affrontare e sconfiggere Sundowner, scopre un intero laboratorio pieno di cervelli estratti da bambini e che vengono sottoposti ad un addestramento virtuale pieno di violenza, mentre i recettori del piacere vengono stimolati e, vista l'assenza di precetti morali tipica degli adulti, risultano facilmente manipolabili. L'intento della Marshal è quello di far prosperare le guerre in modo da vendere al miglior offrente i loro cyborg atroci e senza pietà. Sundowner, prima di essere sconfitto, rivela che presto la guerra sarà inevitabile visto quello che accadrà ed è chiaro che è stato progettato un attacco terroristico imminente al presidente degli Stati Uniti d'America in visita in Pakistan, che farà ricadere la colpa sul paese ospitante.
Doktor preleva tutti i cervelli, mentre Raiden cerca in tutti i modi di raggiungere la base della compagnia Solis, dove può prendere un velivolo in grado di portarlo in Pakistan in circa mezz'ora progettato da Sunny, la figlia di Olga Gurlukovich, salvata dopo gli eventi di Sons of Liberty. Lungo la strada, viene fermato da Samuel in compagnia di Blade Wolf che, invece di attaccare direttamente la base di Solis senza difese, preferisce un ultimo scontro d'onore con Raiden, dove viene ucciso.
Raiden quindi riesce ad arrivare in Pakistan, dove Armstrong lo aspetta in una base militare e gli svela i piani suoi e della Desperado e, cioè, che solo la morte dei soldati americani là, ormai già diffusa sul web e spacciata per un attentato fallito al presidente in visita, scatenerà un'altra guerra non reale ma di terrore, che favorirà l'industria bellica americana come quella dopo l'11 settembre 2001. Nonostante ciò, il loro vero intento non è avido, ma è quello di ripulire gli Stati Uniti d'America dalla corruzione e dalla burocrazia restituendo il potere alla gente in uno stato ricostituito dove però i deboli vengono eliminati e i forti invece prosperano rendendo gli Stati Uniti d'America ancora competitivi nel mondo. Armstrong vuole eliminare i conflitti provocati dalla necessità di petrolio o denaro in modo che poi ognuno combatta per quello in cui crede. Per far ciò vuole essere eletto come prossimo presidente sfruttando il giro d'affari assicurato dalla paura di attentati terroristici.
Per compiere il suo piano Armstrong, che nel suo corpo ha delle nanomacchine che lo rendono quasi indistruttibile, deve uccidere Raiden, che è l'unico testimone rimasto che potrebbe intralciarlo.
Raiden sconfigge il senatore grazie alla spada ad alta frequenza di Samuel, che recentemente aveva cominciato a dubitare della propria ideologia e aveva pianificato che, in caso di sua sconfitta, Blade Wolf avrebbe dovuto consegnare la sua arma a Raiden, rivelatosi più forte e, quindi, più meritevole di portare avanti le proprie volontà sulla tutela dei deboli.
Raiden decide di non tornare al servizio della Maverick, che comincia ad offrire la forza lavoro dei cyborg-bambini rieducati e quindi non usati come soldati, ma continua a combattere, convinto in qualche modo dalle ultime parole di Armstrong che le guerre dovute a cause così materiali debbano finire, ma comunque consapevole dell'importanza della tutela dei più deboli.

## Personaggi

### Raiden
- Doppiato da Quinton Flynn

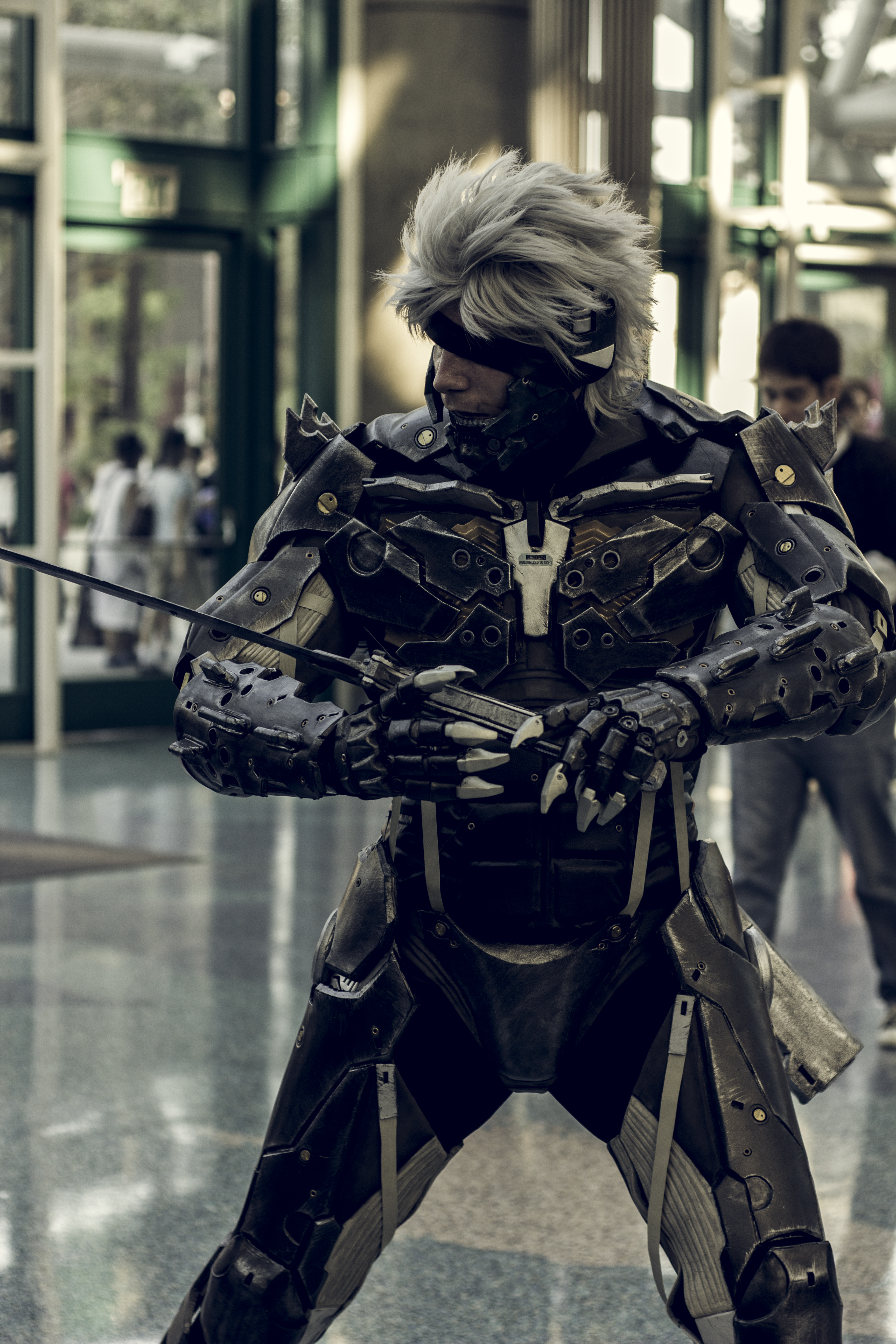
Cosplayer di Raiden in versione Rising

Protagonista del gioco. Si scontrerà con la Desperado Enforcement LLC., con la World Marshall e con il Senatore del Colorado Steven Armstrong per sventare i loro piani. Nel corso dell'avventura potrà contare sul supporto dei suoi alleati chiamandoli con il Codec, come già visto nei precedenti giochi della serie Metal Gear.

### Alleati

#### Maverick Security Consulting, Inc.
Una PMC molto diversa dalle altre, poiché si occupa solo di contratti a fin di bene, come sicurezza ed altro. Il termine esatto sarebbe PMSC (Private Military Security Company). Ha un rigido codice riguardo al comportamento dei suoi dipendenti, i quali devono sempre lottare per il bene di ogni cosa e per il tipo di contratto offertogli, poiché sono una PMC a cui interessano più le buone azioni che il denaro. Riflettono sempre con cura prima di accettare un lavoro. Boris, Kevin e Courtney sono i membri più importanti della compagnia e saranno i principali alleati di Raiden nel corso dell'avventura.

#### Boris Vyacheslavovic Popov
- Doppiato da J.B. Blanc

Capo della Maverick, è un ex soldato sovietico, amico di Sergei Gurlukovich, apparso in Sons of Liberty. Dopo l'insurrezione di Liquid Ocelot nel 2014, prese con sé alcuni dei membri dell'Esercito del Paradiso Perduto di Big Mama per farli combattere in ciò in cui credono. Il suo ruolo è molto simile a quello del colonnello Roy Campbell dei precedenti titoli, infatti sarà la guida di Raiden sugli obiettivi delle missioni. Appare fisicamente solo nella prima missione e nel finale, per il resto del gioco si converserà con lui via Codec.

#### Kevin Washington
- Doppiato da Phil LaMarr

Secondo membro della Maverick, è, in pratica, il tutto fare della PMC. Il suo ruolo consiste nel briefing delle missioni, reperimento delle armi, negoziazioni con i clienti, risorse umane, contabilità, ricercatore, ecc. Prima di lavorare con Boris, faceva parte della DDR (Disarmamento, Demobilitazione, Reintegrazione). Si unì alla PMC quando scoprì la natura gentile di Boris nell'aiutare gli altri e soprattutto perché il suo precedente lavoro non lo entusiasmava tanto. Il suo doppiatore, Phil LaMarr, ha doppiato un altro personaggio nella serie Metal Gear, ovvero Vamp.

#### Courtney Collins
- Doppiata da Kari Wahlgren

Terzo e ultimo membro della Maverick, il suo lavoro consiste nell'analizzare i dati dei nemici e salvare i dati di Raiden attraverso il Codec, esattamente come faceva Mei Ling in Metal Gear Solid. È stata coinvolta nell'incidente in Africa contro il Primo Ministro, ma ne è uscita illesa.

#### Doktor
- Doppiato da Jim Ward

Il suo vero nome è Wilhelm Voigt; è un chirurgo cibernetico di eccezionale bravura. Originario della Germania dell'Est, era un ricercatore del campo delle armi ai tempi del Muro di Berlino. Dopo la caduta di quest'ultimo, fu lasciato senza lavoro e parecchi dei suoi progetti andarono perduti; per sua fortuna, le incredibili scoperte fatte da lui gli impedirono di passare la vita come vagabondo. Decise quindi di fare buon uso della sua conoscenza di robotica ed ingegneria: gli venne offerto un lavoro in un laboratorio di protesi a Dortmund. La sua grande conoscenza nel campo lo fece diventare in poco tempo il capo del laboratorio. Venne in seguito assunto dalla Maverick per eseguire interventi su soldati feriti e non, tramutandoli in cyborg, e come consigliere; inoltre, è stato lui ad equipaggiare Raiden del nuovo corpo all'inizio del File R-01. È soprannominato Herr Doktor, che in tedesco significa "signor Dottore".

#### Blade Wolf
- Doppiato da Michael Beattie

Originariamente chiamato IF Prototipo LQ-84i (IF sta per Interfaccia), è un robot quadrupede che ricorda vagamente un lupo o un cane, in grado di parlare fluentemente e con senso, e di capire le parole delle altre persone, è inoltre un IA molto sviluppata. Viene incontrato per la prima volta da Raiden in Abcasia, quando faceva parte della squadra di Mistral. Successivamente viene ricostruito e gli viene reimpostata l'IA da Doktor, diventando un alleato del protagonista. Raiden lo regalerà infine a Sunny. Nel combattimento è molto forte, poiché su quattro zampe si muove a velocità fulminea, sa lanciare coltelli ed ha una motosega o un cannone al plasma impiantato nella schiena, a seconda del tipo. Poiché si tratta di un prototipo, la sua IA è autoapprendente, cioè riesce ad apprendere ogni cosa trovi nuova nel suo percorso, diversamente da quelli di produzione di massa, chiamati Fenrir, i quali non sanno nemmeno parlare e riescono ad eseguire soltanto gli ordini. Un DLC riguardante il suo passato è stato pubblicato nel corso del mese di maggio su PlayStation Network e su Xbox Live.

#### Sunny
- Doppiata da Christina Puccelli

La bambina prodigio apparsa in Guns of the Patriots riappare in questo capitolo della saga solo all'inizio dell'ultima missione, dove fornisce a Raiden un Mach 23 per poter arrivare in Pakistan e fermare Armstrong. Dopo gli eventi del 2014, Otacon diventa il suo tutore legale dandole il suo cognome, Emmerich. Durante questo periodo si viene a sapere che è andata a scuola, ma dopo un anno ha smesso, perché troppo avanti rispetto ai compagni. Così Otacon, grazie alle sue conoscenze, le trovò un lavoro in un'azienda chiamata SOLIS in Colorado. I problemi che aveva nel relazionarsi con le altre persone sono del tutto spariti, infatti nei video è molto più sicura di sé e quando parla non balbetta come faceva in Metal Gear Solid 4.

#### N'mani
- Doppiato da Dorian Harewood

Il Primo Ministro di un non noto paese africano. È considerato dal popolo come il salvatore della Nazione ed è sempre accompagnato dal suo consigliere e da due guardie del corpo cyborg, chiamate Gemini (Gemelli). Cade vittima dell'imboscata tesagli da Sundowner, il quale lo uccide solo perché l'Africa stava diventando troppo "pacifica", così da far di nuovo balzare alle stelle la richiesta di PMC.

#### George
- Doppiato da Sean Krishan

Bambino guyanese incontrato da Raiden nelle fogne in Messico, dove è scappato da un laboratorio della Desperado perché aveva capito gli esperimenti che conducevano là. Prima di essere rapito, era un bambino di strada che chiedeva l'elemosina. Alla fine del capitolo, viene rapito da un ricercatore dell'azienda, il quale disse che, se Raiden avesse rotto il vetro della cella in cui erano imprigionati dei bambini, lui avrebbe ucciso George. George si fece coraggio e disse a Raiden di non preoccuparsi per lui e di uccidere l'uomo. Dopo queste parole, Raiden tagliò in due sia lo scienziato che George, i cui resti del corpo non tagliato furono portati a Doktor che gli impiantò protesi cibernetiche. Dopodiché, lavorerà per Sunny alla SOLIS come suo assistente, dichiarando la sua ammirazione per lei e che la trova carina, facendo arrossire non poco la bambina.

### Nemici

#### Jetstream Sam
- Doppiato da Philip Anthony-Rodriguez

Il vero nome è Samuel Rodrigues ed è uno degli antagonisti principali del gioco, nonché acerrimo rivale di Raiden e abilissimo spadaccino anche senza parti cibernetiche. Lo si incontra la prima volta sul treno in Africa dove danneggerà l'occhio e taglierà il braccio al protagonista, il quale si farà sostituire tutto il corpo con protesi cibernetiche. Lo si rivedrà a Denver e poi nelle Badlands, dove avverrà il duello finale con Raiden. In seguito gli donerà la sua spada per sconfiggere il Senatore. Un DLC riguardante perché si è unito alla Desperado è stato pubblicato il 9 aprile su PlayStation Network e Xbox Live.

#### Desperado Enforcement LLC.
Compagnia militare privata fondata a Delaware, USA conosciuta in tutto il mondo per i lavori svolti soprattutto nei settori criminali: il nome in spagnolo significa "criminale". I contratti avuti in passato vanno dallo sterminio al contrabbando di organi ed esseri umani. I loro soldati sono stati tutti tramutati in cyborg. I soldati più pericolosi e meglio potenziati dell'organizzazione fanno parte di una squadra d'élite chiamata Winds of Destruction; tale nome deriva dal fatto che i loro nomi si riferiscano ad un vento.

#### Sundowner
- Doppiato da Crispin Freeman

Capo dei Winds of Destruction e membro importante della Desperado. Il nome si riferisce alle calde correnti che attraversano la California meridionale e che hanno anche provocato parecchi incendi. Non solo, si dice che la scia di sangue lasciata da lui ricordi vagamente il tramonto. Nasce in Alabama e finisce per arruolarsi. Rimane però ferito da un IED che lo costringe al ritiro, fino alla trasformazione in cyborg. Il suo unico scopo è il guadagno e il divertimento nell'uccidere il più possibile: infatti, nell'imboscata contro N'mani, dirà a Raiden che l'Africa stava diventando troppo pacifica. Con il piano studiato insieme al Senatore ha intenzione di riportare l'America ai tempi successivi agli attentati dell'11 settembre 2001, quando la richiesta di PMC fu alle stelle. Non prova alcun risentimento nell'uccidere le persone: infatti, trafiggerà il Primo Ministro senza battito di ciglia, sorridendo mentre lo fa. Essendo il capo, è il più abile della squadra, le sue armi sono due grandi machete ad alta frequenza chiamati Bloodlust. Una modifica nell'avambraccio gli permette di farne anche delle forbici giganti per causare ancor più danni al nemico. Inoltre, dispone di fori sulla schiena ai quali viene fissato, nelle battaglie più impegnative, uno scudo esplosivo per non subire troppi danni.

#### Monsoon
- Doppiato da John Kassir

Altro membro dei Winds of Destruction, il suo nome si riferisce al vento che stagionalmente passa per l'Asia, l'Australia e l'Africa dell'Ovest, meglio noto come monsone.
Nasce in Cambogia dove, più tardi, si unisce a una gang del crimine organizzato: infatti, diversamente dagli altri membri del gruppo, non ha mai fatto parte di eserciti o di altre organizzazioni militari. Con la banda era invischiato nel commercio di droga e nel contrabbando di persone, finché non fu ferito a morte, così poi da farsi tramutare in cyborg ed unirsi alla Desperado. Maestro nel maneggiare due sai chiamati Dystopia, la particolarità di questo cyborg è che è in grado di utilizzare la forza magnetica e tutte le sue regole per manipolare ogni oggetto in metallo, oltre a quella di separare le parti del suo corpo a piacimento per evitare attacchi o raggiungere lunghezze irraggiungibili per un braccio o una gamba normale. Afferma che la sua filosofia di "uccidere o essere uccisi" e le sue idee nichiliste sono dovute al periodo di terrore del regime dei Khmer rossi tra il 1975-1979 a Phnom Penh, capitale della Cambogia.

#### Mistral
- Doppiata da Salli Saffioti

Terzo membro dei Winds of Destruction ed unica donna della squadra', il suo nome deriva dal maestrale, un vento settentrionale che soffia dalle Alpi fino al Mediterraneo. Nata in Algeria, uno dei parenti è francese perciò lei è per metà francese; in quel periodo, la sua patria era coinvolta in una guerra civile: infatti, divenne orfana molto presto, così da partecipare alle battaglie come bambina soldato, come Raiden, per trovare gli assassini dei genitori. Dopo averli uccisi brutalmente, si accorse che quello sarebbe stato il suo futuro. In quegli anni, servì l'esercito partecipando a guerre in Afghanistan ed Iraq ma, nonostante uccidere fosse la sua vocazione, lo trovò "noioso", poiché le motivazioni che le avevano dato non le interessavano minimamente. Era addirittura invidiosa delle sue prede perché loro morivano per ciò in cui credevano. Solo negli anni successivi riscoprì la gioia del combattere per un ideale dopo aver incontrato il Senatore, che le promise che le sue battaglie avrebbero avuto un significato. In battaglia usa una lunga alabarda chiamata L'Étranger formata dalle braccia dei Dwarf Gekko; inoltre, possiede un collare a cui possono essere collegate sempre queste braccia fino ad un massimo di 14, più le 2 sue, per un totale di 16 braccia. Sebbene sia un cyborg completo, a detta di Doktor la sua "parte superiore" del torso non è cibernetica.

#### Khamsin
- Doppiato da Benito Martinez

Membro non ufficiale dei Winds of Destruction, che compare solo nel DLC di Blade Wolf. Il suo nome deriva da un vento piuttosto caldo e secco che periodicamente spazza con tempeste di sabbia la zona orientale del Nordafrica e la penisola araba. In passato era un Marine che ha servito il suo Paese durante la Guerra del Golfo, contribuendo al successo dell'operazione Desert Sabre (tempesta di sabbia in spagnolo), ma il suo carattere guerrafondaio e la sua mancanza di flessibilità causarono problemi all'interno della sua squadra, portando infine al suo congedo durante la guerra in Iraq. A differenza degli altri membri dei Winds, che sono cyborg completi, Khamsin di cibernetico ha solo le braccia e le gambe, sostituite da cavi, che gli servono per controllare un grande esoscheletro meccanico armato di una grande ascia, dotata di motosega e di un meccanismo di propulsione per causare più danni.

#### Steven Armstrong
- Doppiato da Alastair Duncan

Senatore del Colorado e potenziale candidato per le elezioni presidenziali del 2020, è il principale nemico del gioco e la mente dietro le azioni della Desperado e della World Marshall benché non faccia parte né dell'una né dell'altra. Nato e cresciuto in Texas da una famiglia ricca, prima della politica, durante il periodo all'università giocò a football nel ruolo di quarterback; sarebbe potuto passare a livello professionistico poiché si dice che fosse molto forte, ma per qualche ragione si unì alla Marina. Nel corso della battaglia con Raiden gli spiegò le motivazioni dietro le sue azioni criminali: il suo scopo era quello di scatenare una guerra al terrore tra America e Pakistan così da ricevere voti e capitale per le elezioni del 2020. Se fosse diventato presidente avrebbe modificato le leggi in modo molto particolare:
Oltre ad aver confessato a Raiden il suo disprezzo per com'è diventata l'America, ha anche espresso una specie di ammirazione per la vita passata di Raiden, elogiando che lui è sopravvissuto e, che seguendo le sue regole, si è ripreso la vita che gli stava scivolando via dalle mani. Nonostante le sue idee siano considerate folli, è riuscito a convincere la Desperado a lavorare per lui. Durante il 2018 si fece riempire il corpo di nanomacchine, le quali gli induriscono la pelle in risposta a traumi fisici, rendendo il suo corpo duro come l'acciaio e conferendogli una forza ed agilità sovrumana.

#### Metal Gear EXCELSUS
Excelsus è un hexapedal, dotato di dispositivi supplementari nella parte anteriore, che contiene le lame retrattili e una testa con due cannoni al plasma di grandi dimensioni. L'ingresso nella macchina è una piattaforma elevatrice a forma di uovo, che, similmente al REX, ha ologrammi utilizzati come monitor per consentire al pilota di operare. I suoi controlli sono dei pedali e un piccolo regolatore simile a un controller di gioco. L'Excelsus è anche in grado di tunneling, come evidenziato dal suo emergere dalla base aerea Shabhazabad in Pakistan. Inoltre, è stato progettato per essere in grado di demolire ambienti urbani, cosa che Doktor ha commentato essere eccessivo. Come il RAY prima, l'Excelsus non era stato progettato come una piattaforma di lancio nucleare, ma potrebbe essere stato modificato per servire a questo scopo.

#### World Marshall
La più grande Compagnia Militare Privata del mondo, da quando Outer Heaven di Liquid Ocelot si è sciolta, con sede a Denver in Colorado, oltre che essere la più grande anche in rifornimenti cibernetici del mondo. I suoi soldati si sono completamente sostituiti alla polizia della città. Prende parte agli avvenimenti del 2018 insieme alla Desperado grazie ai fondi ricevuti dal Senatore Armstrong.

#### Metal Gear Ray mod.
Lo si incontra un'unica volta come primo boss del gioco. Durante la scena iniziale, spunta fuori dall'acqua e attacca le guardie del corpo del primo ministro, che verranno successivamente uccise da Sundowner. Un Gear molto grande che, al contrario degli altri, al posto di una sega idraulica ha un raggio al plasma per causare più distruzione possibile. La prima volta per "sconfiggerlo" Raiden taglia un braccio al Gear, che però si rialza e allora Raiden decide di tagliare un altro braccio al Gear. Esso pare finalmente sconfitto ma si rialza ancora una volta e lancia Raiden contro un edificio, però quest’ultimo riesce a sconfiggerlo definitivamente tagliandolo a metà. Di Gear costruiti in questo modo se ne sconfiggerà un altro nei panni di Sam (Samuel Rodrigues) nella base del World Marshall.

## Colonna sonora
La colonna sonora del gioco è stata inserita nell'album Metal Gear Rising: Revengeance Vocal Tracks pubblicato il 19 febbraio 2013 dall'etichetta discografica Sumthing Else Music Works su CD e vinile, ma anche su servizi digitali come iTunes, Google Play, Spotify e Amazon. Le musiche sono state composte da Jamie Christopherson e Logan Mader (l'ex chitarrista del gruppo Machine Head). A differenza dei precedenti capitoli della serie, poiché il gioco è incentrato più sull'azione che sulla furtività, il genere delle canzoni rientra nella musica elettronica e metal, che si addice meglio al gameplay frenetico di Rising.
1. Rules of Nature (Platinum Mix) – 2:30
2. The Only Thing I Know For Real (Maniac Agenda Mix) – 2:26
3. Dark Skies (Platinum Mix) – 2:21
4. I'm My Own Master Now (Platinum Mix) – 2:10
5. A Stranger I Remain (Maniac Agenda Mix) – 2:25
6. Return to Ashes (Platinum Mix) – 2:15
7. The Stains of Time (Maniac Agenda Mix) – 2:10
8. Red Sun (Maniac Agenda Mix) – 2:13
9. A Soul Can't Be Cut (Platinum Mix) – 2:19
10. Collective Consciousness (Maniac Agenda Mix) – 2:38
11. It Has To Be This Way (Platinum Mix) – 2:55
12. The War Still Rages Within – 5:00
13. The Hot Wind Blowing Feat. Ferry Corsten (Platinum Mix) – 2:18
14. A Soul Can't Be Cut (Platinum Mix – DLC Version) – 2:19
15. Dark Skies (Platinum Mix – Low Key Version) – 2:17
16. Return to Ashes (Platinum Mix – Low Key Version) – 2:14
17. A Soul Can't Be Cut (Platinum Mix – Low Key Version) – 2:10
18. Rules of Nature (Platinum Mix – Instrumental) – 2:30
19. The Only Thing I Know For Real (Maniac Agenda Mix – Instrumental) – 2:26
20. Dark Skies (Platinum Mix – Instrumental) – 2:17
21. I'm My Own Master Now (Platinum Mix – Instrumental) – 2:10
22. A Stranger I Remain (Maniac Agenda Mix – Instrumental) – 2:25
23. Return to Ashes (Platinum Mix – Instrumental) – 2:15
24. The Stains of Time (Maniac Agenda Mix – Instrumental) – 2:10
25. Red Sun (Maniac Agenda Mix – Instrumental) – 2:13
26. A Soul Can’t Be Cut (Platinum Mix – Instrumental) – 2:19
27. Collective Consciousness (Maniac Agenda Mix – Instrumental) – 2:38
28. It Has To Be This Way (Platinum Mix – Instrumental) – 2:55
29. The Hot Wind Blowing Feat. Ferry Corsten (Platinum Mix – Instrumental) – 2:18

Durata totale: 1:11:16

## Sviluppo
L'annuncio del gioco, è stato preceduto da un conto alla rovescia da parte di Kojima Productions sul loro sito web. Al termine del conto alla rovescia il sito è stato sostituito con l'immagine di un muro di mattoni con una schermata grafica di Metal Gear Solid: Rising.
Un teaser trailer è stato pubblicato all'annuncio del gioco da parte del regista della serie Hideo Kojima durante l'E³ 2009 nella conferenza stampa di Microsoft. Il trailer presenta brevi scorci di Raiden e la sua nuova armatura, con sprazzi del dio del tuono Raijin.
È stato pubblicato un nuovo trailer nella conferenza E³ 2010 della Microsoft, dove si vede Raiden con un'armatura diversa rispetto a Metal Gear Solid 4. Nel trailer si possono vedere le prime scene giocate e la grafica in-game; si nota come il gioco segua un'impronta più action, anche se gli sviluppatori hanno confermato che ci saranno comunque delle sezioni stealth, con un ritmo più serrato e veloce, in modo che il gameplay non risulti troppo spezzettato.
All'inizio del video si vedono delle scritte giapponesi che compongono le parole "Zan-Datsu" (taglio di spada). Infatti nel video si può notare come il giocatore potrà agire con precisione sull'inclinazione e direzione dei fendenti. Il gioco risulta molto più violento rispetto ai precedenti, con nemici che vengono letteralmente fatti a pezzi ad ogni fendente; oltre ai nemici, qualsiasi parte dell'ambiente di gioco potrà essere tagliata.
C'è inoltre la possibilità, a detta degli sviluppatori del gioco, di un'eventuale implementazione dei sensori di movimento Microsoft Kinect e PlayStation Move.
Al TGS 2011, Konami ha rilevato che il gioco uscirà nel corso del 2012.
Durante il VGA 2011 un nuovo trailer del gioco mostra che il titolo è sviluppato dai Platinum Games e non più dalla Kojima Productions, dato che quest'ultima aveva deciso di cancellare il gioco. Il titolo viene inoltre cambiato da Metal Gear Solid: Rising a Metal Gear Rising: Revengeance, e sarà ambientato dopo gli eventi di Metal Gear Solid 4: Guns of the Patriots. Infine, le piattaforme per cui verrà sviluppato saranno solo PlayStation 3 e Xbox 360 (in seguito è uscito anche su Windows). Nella settimana precedente a natale 2012, Konami ha pubblicato in Italia una demo giocabile di Metal Gear Rising dentro la riedizione del gioco Zone of the Enders, rimasterizzato in HD per PS3.

## Uscita
Il gioco è uscito il 19 febbraio 2013 nel nord America e il 21 febbraio in Europa e Giappone. Per celebrare l'uscita del gioco, la Konami ha organizzato il "METAL GEAR RISING REVENGEANCE BOOT CAMP" un evento di due giorni in cui la casa produttrice ha presentato ai media il gioco. Il 22 gennaio 2013 è uscita la demo giocabile su Xbox LIVE Marketplace, ed il giorno seguente su PSN.